# تهم‌کفتاران
تَهْم‌کَفتاران (نام علمی: Borhyaenidae) نام یک تیره از زیررده پس‌ددان است.